# باسيل ولس
باسيل ولس (بالإنجليزية: Basil Wells)‏ (11 يونيو 1912 في الولايات المتحدة - 23 ديسمبر 2003)؛ روائي أمريكي.

## روابط خارجية
- باسيل ولس على موقع ديسكوغز (الإنجليزية)